# Enrico I d'Inghilterra
Enrico I, detto anche Enrico Beauclerc (in inglese Henry I of England; Selby, 1068 – Lyons-la-Forêt, 1º dicembre 1135), regnò sull'Inghilterra dal 5 agosto 1100 al 1º dicembre 1135; governò anche il Ducato di Normandia dopo averlo tolto a suo fratello maggiore, Roberto il Corto, nel 1106 e divenendone duca nel 1134, alla morte del fratello che era rimasto senza eredi (legittimi o illegittimi).
Salì al potere dopo la morte del fratello Guglielmo il Rosso, approfittando dell'assenza del fratello maggiore, Roberto il Corto, impegnato alle Crociate. Il suo regno è conosciuto per il suo abile opportunismo politico, il miglioramento della macchina del governo, l'integrazione degli Anglosassoni e dei Normanni divisi nel suo regno, la riunificazione dei domini del padre e la sua decisione (controversa sebbene fondata) di nominare sua erede la figlia Matilde. Fu anche conosciuto con il soprannome "leone della giustizia", in riferimento alle modifiche apportate alla rudimentale macchina amministrativa e legislativa del tempo.

## Origine
Secondo il monaco e cronista normanno Guglielmo di Jumièges (autore della Historiæ Normannorum Scriptores Antiqui), il cronista e monaco benedettino dell'abbazia di Malmesbury, nel Wiltshire (Wessex), Guglielmo di Malmesbury, il monaco e cronista inglese, Orderico Vitale e il cronista e monaco benedettino inglese Matteo di Parigi, Enrico era il figlio maschio quartogenito del duca di Normandia e re d'Inghilterra Guglielmo il Conquistatore e di Matilde delle Fiandre (1032 - 1083) che, secondo la Genealogica Comitum Flandriæ Bertiniana, era figlia di Baldovino V, conte delle Fiandre, e della sorella del re di Francia Enrico I, Adele di Francia che, secondo la Genealogiæ Scriptoris Fusniacensis, era figlia del re di Francia Roberto II, detto il Pio.
Guglielmo il Conquistatore, sempre secondo Guglielmo di Jumièges, era l'unico figlio del sesto signore della Normandia, il quarto a ottenere formalmente il titolo di Duca di Normandia, Roberto I e di Herleva di Falaise detta anche Arletta (1010 circa –1050 circa), di umili origini, che, secondo Guglielmo di Jumièges, era la figlia di Fulberto o Herberto, un cameriere del duca (Herleva Fulberti cubicularii ducis filia) e della moglie Duda o Duwa, come ci conferma la Chronica Albrici Monachi Trium Fontium.

## Biografia
Enrico era l'ultimogenito e l'unico dei figli di Guglielmo e Matilde nato in Inghilterra; infatti, secondo Orderico Vitale, nacque dopo che sua madre era giunta sul suolo inglese, nel marzo del 1068, e dopo che era stata incoronata regina, l'11 maggio, in occasione della Pentecoste, in una cerimonia presieduta da Ealdred, l'arcivescovo di York; sempre Orderico Vitale ci conferma che Enrico nacque prima della fine dell'anno, probabilmente a Selby, West Riding of Yorkshire, Yorkshire. Sua madre lo chiamò come suo zio, il re Enrico I di Francia, e lo designò erede di tutte le sue terre in Inghilterra.

### Gioventù
Essendo il più giovane figlio in famiglia gli fu impartita un'istruzione consona per un giovane nobile del periodo e, secondo Guglielmo di Malmesbury, essendo libero da altri incarichi si poté dedicare agli studi in libertà e imparò a essere sincero. Ancora Guglielmo di Malmesbury riferisce che Enrico usava spesso una frase appresa dal padre: «Un re non istruito è un asino incoronato». Fu probabilmente il primo re normanno a utilizzare ampiamente la lingua inglese.
Quando Enrico era ancora bambino, suo fratello, il secondogenito, Riccardo (circa 1055 - prima del 1081), Duca di Bernay, in un anno imprecisato, durante una partita di caccia, morì nella New Forest, vicino a Southampton, lo stesso posto dove circa vent'anni dopo morirono sia il fratello terzogenito, Guglielmo II il Rosso, che era divenuto re d'Inghilterra, sia un loro nipote anche lui di nome Riccardo, figlio illegittimo del fratello primogenito, il duca di Normandia Roberto II, come ricorda il Florentii Wigornensis Monachi Chronicon.
Matteo di Parigi ci fa una descrizione di Enrico: "cauto, astuto e avaro; per volere del padre, che lo giudicava inadatto al combattimento, fu indirizzato verso lo studio, come i chierici, e in questo riuscì molto bene, divenendo un esperto in diritto e riuscì a cingere la corona d'Inghilterra, ambizioso, previdente a soppiantare (il fratello), come un redivivo Giacobbe". Guglielmo di Malmesbury racconta invece che una volta che il padre lo vide in lacrime, dopo che era stato maltrattato da uno dei fratelli, per sollevarlo gli disse: «Non piangere ragazzo mio, anche tu sarai un re».
All'età di 18 anni, secondo Guglielmo di Malmesbury, era stato fatto cavaliere da suo padre
Sempre secondo Guglielmo di Malmesbury, nel 1087 Enrico aveva accompagnato suo padre, Guglielmo I d'Inghilterra, in Normandia e fu presente alla sua morte e poi al suo funerale. Alla sua morte, Guglielmo il Conquistatore divise l'eredità tra i figli maschi superstiti, nella seguente maniera:
- Roberto ricevette il ducato di Normandia
- Guglielmo ricevette il regno d'Inghilterra
- Enrico ricevette 5 000 sterline d'argento.

Sapendo che Enrico aveva a disposizione del denaro, suo fratello Roberto, che stava allestendo un esercito, gli propose di vendergli delle terre; Enrico, che desiderava possedere dei feudi, accettò e, in cambio di tremila libbre d'argento, ebbe un feudo tra la penisola del Cotentin e l'Avranches, attorno alla città di Coutances, in Normandia, facendosi chiamare conte di Coutances. Secondo Guglielmo di Jumièges, Enrico riuscì ad ampliare il suo dominio con l'aiuto di alcuni suoi feudatari, a scapito del ducato di Bretagna.
Enrico, conte di Coutances, l'anno successivo, secondo Orderico Vitale, si recò in Inghilterra a chiedere al fratello, re Guglielmo II, le terre che sua madre gli aveva lasciato in eredità in Inghilterra, riuscendo a ottenere ciò che Guglielmo ritenne di potergli consegnare.
Siccome Enrico continuava a sollecitare entrambi i fratelli perché gli cedessero parte dell'eredità paterna, Guglielmo e Roberto, che si stavano combattendo in Normandia, si incontrarono a Caen, si rappacificarono e misero sotto assedio Mont Saint-Michel, dove si era rinchiuso Enrico e, dopo la sua resa, lo costrinsero all'esilio. Nel corso del 1092 Enrico riuscì a occupare la città di Domfront, al confine tra Francia e Bretagna, dove costruì un castello e dove risiedette. Dopo il 1095 poté tornare in Inghilterra, alla corte di Guglielmo Rufus e, mentre trattava con il fratello Guglielmo per poter rientrare in possesso dei feudi in Normandia da cui era stato scacciato nel 1091, secondo Guglielmo di Malmesbury, nel 1096 il primogenito, Roberto, ipotecò il ducato di Normandia al fratello Guglielmo il Rosso per la somma di 10.000 marchi, allo scopo di raccogliere denaro per partire per la Terra santa con la prima crociata. Partito Roberto, la Normandia fu governata dal reggente, Guglielmo Rufus.

### L'ascesa al trono d'Inghilterra
Il re d'Inghilterra e reggente della Normandia Guglielmo II il Rosso morì improvvisamente il 2 agosto 1100; secondo il Florentii Wigornensis Monachi Chronicon, Guglielmo stava cacciando nella New Forest, quando un certo Tirel scoccò una freccia che involontariamente lo colpì a morte. La morte di Guglielmo II viene riportata dagli Obituaires de Sens Tome II. Orderico Vitale descrisse l'avvenimento con più particolari, ricordando che alla caccia partecipava anche Enrico Beauclerc, che, constatata la morte di Guglielmo Rufus, si precipitò a Winchester, sede del tesoro reale. Il tesoriere, Rainulfo Flambard, in un primo momento si rifiutò di consegnarlo a Enrico, ma dovette cedere dopo che il cancelliere, Guglielmo Giffard, e i pochi baroni presenti, si furono schierati con Enrico. Roberto, che avrebbe dovuto ereditare il trono d'Inghilterra, stava rientrando dalla prima crociata, e, in quei giorni, si trovava ancora in Puglia, dove si era sposato, e sarebbe arrivato in Normandia solo a settembre.
Enrico poté quindi impossessarsi della corona inglese; fu accettato come re dai principali baroni e, secondo il Florentii Wigornensis Monachi Chronicon, il 5 agosto fu incoronato nell'Abbazia di Westminster, dal vescovo di Londra Maurizio; l'incoronazione viene confermata anche da Orderico Vitale, che ricorda che l'arcivescovo di Canterbury, Anselmo, era in esilio. Enrico si assicurò la sua posizione tra i nobili con un atto di pacificazione politica, emanando, il giorno stesso dell'incoronazione, e facendolo affiggere in tutte le corti, il Charter of Liberties (Statuto delle libertà) (Enrico aveva tutte le migliori intenzioni di rispettarlo), che è considerato un precursore della Magna Charta, condonò le tasse e rimise in libertà coloro che erano in prigione; inoltre fece imprigionare Rainulfo Flambard, che era già stato consigliere di fiducia del padre e di suo fratello Guglielmo il Rosso che, come tesoriere, era mal visto. Infine Enrico, che era intimamente convinto che facendosi incoronare, aveva rispettato il volere di suo padre, Guglielmo il Conquistatore, volle migliorare le relazioni con la Chiesa e, secondo il Florentii Wigornensis Monachi Chronicon, permise ad Anselmo, arcivescovo di Canterbury, di rientrare dall'esilio al quale era stato obbligato da Guglielmo II.
Guglielmo di Malmesbury descrive Enrico in questo modo: «Egli era di statura media, più grande dei piccoli, ma sorpassato dai molto alti; i suoi capelli erano neri e tirati indietro sulla fronte; i suoi occhi moderatamente brillanti; il suo petto vigoroso; il suo corpo carnoso».

### Primo matrimonio
L'11 novembre 1100, secondo il Florentii Wigornensis Monachi Chronicon, Enrico fu unito in matrimonio a Edith che, sempre secondo il Florentii Wigornensis Monachi Chronicon, era figlia del re di Scozia, Malcolm III e della sua seconda moglie, Margherita del Wessex (Ungheria, 1045 – 16 novembre 1093) che, secondo il The Chronicles of Florence of Worcester with two continuations, era figlia del principe Edoardo, (figlio del re d'Inghilterra Edmondo II che, secondo Orderico Vitale, discendeva da Alfredo il Grande e quindi dal primo re d'Inghilterra, Egberto del Wessex). Margherita era sorella di Edgardo Atheling, ultimo discendente del casato dei Wessex e pretendente alla corona d'Inghilterra.
Il matrimonio era stato disapprovato dai baroni normanni, che fecero presente che Edith aveva preso i voti da monaca; Anselmo non prese in considerazione i voti (perché considerò che Edith non li avesse pronunciati liberamente e celebrò personalmente il matrimonio; come concessione alla sensibilità dei Normanni, Edith, quando divenne regina, cambiò il suo nome in Matilde (come sostiene Orderico Vitale) e nello stesso giorno del matrimonio venne incoronata regina. Enrico, grazie a questo matrimonio, divenne molto più accettabile alla popolazione anglo-sassone, in quanto la regina, per parte di madre, era discendente dai reali anglo-sassoni, come ci conferma Orderico Vitale, e contribuì ad aumentare i matrimoni misti tra Normanni e Sassoni. Il matrimonio viene ricordato anche da Guglielmo di Malmesbury.

### La difesa del trono e la conquista della Normandia
L'anno seguente, nel 1101, Roberto il Corto prese come suo consigliere di fiducia Rainulfo Flambard, fuggito dal carcere inglese, che gli prospettò una situazione a lui favorevole in Inghilterra, con un partito pronto ad appoggiarlo in caso di guerra contro suo fratello Enrico I. Roberto preparò un'invasione dell'Inghilterra per strappare la corona al fratello Enrico. Nell'estate del 1101, in agosto, Roberto sbarcò a Portsmouth con il suo esercito, ma la mancanza di sostegno popolare tra gli inglesi permise a Enrico di resistere all'invasione. Roberto fu costretto tramite la diplomazia a rinunciare alle sue pretese sul trono inglese con il trattato di Alton, del luglio 1101. In cambio Roberto ottenne da Enrico la rinuncia alla penisola del Cotentin, una rendita di 3 000 marchi all'anno e la restituzione dei possedimenti inglesi al suo alleato, il conte di Boulogne Eustachio.
Nel 1102 Enrico si liberò di Roberto II di Bellême, feudatario della Normandia, che era già molto ricco anche per merito della moglie e, dal 1098, ereditando la vasta contea di Shrewsbury in Inghilterra, era divenuto ancora più ricco e turbolento. Con un pretesto lo convocò a corte, perché si difendesse da 45 imputazioni. Roberto II di Bellême non si presentò e, insieme ai suoi fratelli e ad alleati gallesi, preferì combattere, ma fu sconfitto, condannato all'esilio e alla confisca di tutti i beni e si dovette ritirare in Normandia.
Dopo questo esempio, nessun barone osò più sfidare Enrico I.
Nel 1104, per porre fine ai continui soprusi nei confronti degli amici di Enrico I operati in Normandia da Roberto II di Bellême, con il tacito consenso del duca Roberto II, Enrico I si presentò in Normandia e, come riparazione, si accontentò della contea di Évreux. Siccome i soprusi di Roberto II di Bellême continuavano e, nel 1105, assieme a Guglielmo di Mortain, venne attaccato il Cotentin dove risiedevano alcuni alleati di Enrico I, i rapporti tra i due fratelli peggiorarono e, secondo The Chronicles of Florence of Worcester with two continuations, Roberto, all'inizio del 1106, si recò in Inghilterra e incontrò Enrico a Northampton, dove gli chiese la restituzione di tutti i possedimenti che si era preso in Normandia; ottenuto un netto rifiuto da Enrico I, Roberto fu preso da una grande rabbia e fece ritorno in Normandia.
Enrico allora guidò un'altra spedizione attraverso la Manica, e, dopo alcune vittorie, bruciò Bayeux e occupò Caen, per proseguire verso la contea di Mortain, dove Guglielmo si era asserragliato nel castello di Tinchebray, dove avvenne lo scontro decisivo tra i due fratelli, Enrico e Roberto II di Normandia. Secondo il Florentii Wigornensis Monachi Chronicon, Enrico aveva assediato il castello di Tinchebray e la battaglia con la vittoria di Enrico avvenne il 29 settembre 1106. Roberto fu catturato (secondo Orderico Vitale dal contingente bretone) assieme a Guglielmo di Mortain, durante la battaglia di Tinchebray, mentre Roberto II di Bellême riuscì a fuggire. Roberto, riconosciuta la propria sconfitta, ordinò a Falaise e Rouen di arrendersi e svincolò tutti i suoi vassalli dal giuramento di fedeltà Roberto venne privato del ducato di Normandia, con l'approvazione del sovrano Filippo I di Francia, che lo dichiarò incapace di mantenere l'ordine e la pace nel suo territorio, ed Enrico I reclamò la Normandia come possesso della corona inglese; tale situazione perdurò per quasi un secolo.
Roberto II fu inviato in Inghilterra, dove fu tenuto prigioniero. Guglielmo di Jumièges sostiene che Enrico I condusse con sé Roberto II, Guglielmo e alcuni altri e li tenne in custodia per tutta la loro vita e ancora Orderico Vitale sostiene che la sua prigionia consisteva nel non poter uscire dal luogo di detenzione, ma per il resto poteva considerarsi dorata (supplied with luxuries of every kind). Inizialmente fu detenuto nella Torre di Londra, poi nel castello di Devizes e infine nel castello di Cardiff.
Enrico cercò di rientrare in possesso del Maine, che suo fratello Roberto aveva perso, nel 1069, ma avendo già molte difficoltà in Normandia, in un secondo tempo preferì ricorrere alla diplomazia; secondo Orderico Vitale, a febbraio del 1113, nella località di Petra Peculata, vicino ad Alençon, il nuovo conte d'Angiò e conte consorte del Maine, Folco V, ricevette la contea del Maine da Enrico, gli giurò fedeltà e fu concordato il matrimonio tra Guglielmo Adelin, erede di Enrico I, e la figlia primogenita di Folco e della contessa del Maine, Eremburga, Alice, con l'accordo che Alice, alla morte della madre Eremburga, avrebbe ereditato la contea del Maine. Il matrimonio tra Alice, la figlia primogenita di Folco V d'Angiò, che, al momento del matrimonio, assunse il nome di Matilde, con Guglielmo Adelin, unico legittimo figlio maschio ed erede di Enrico I Beauclerc, ebbe luogo a Lisieux nel giugno del 1119.

### L'attività di re

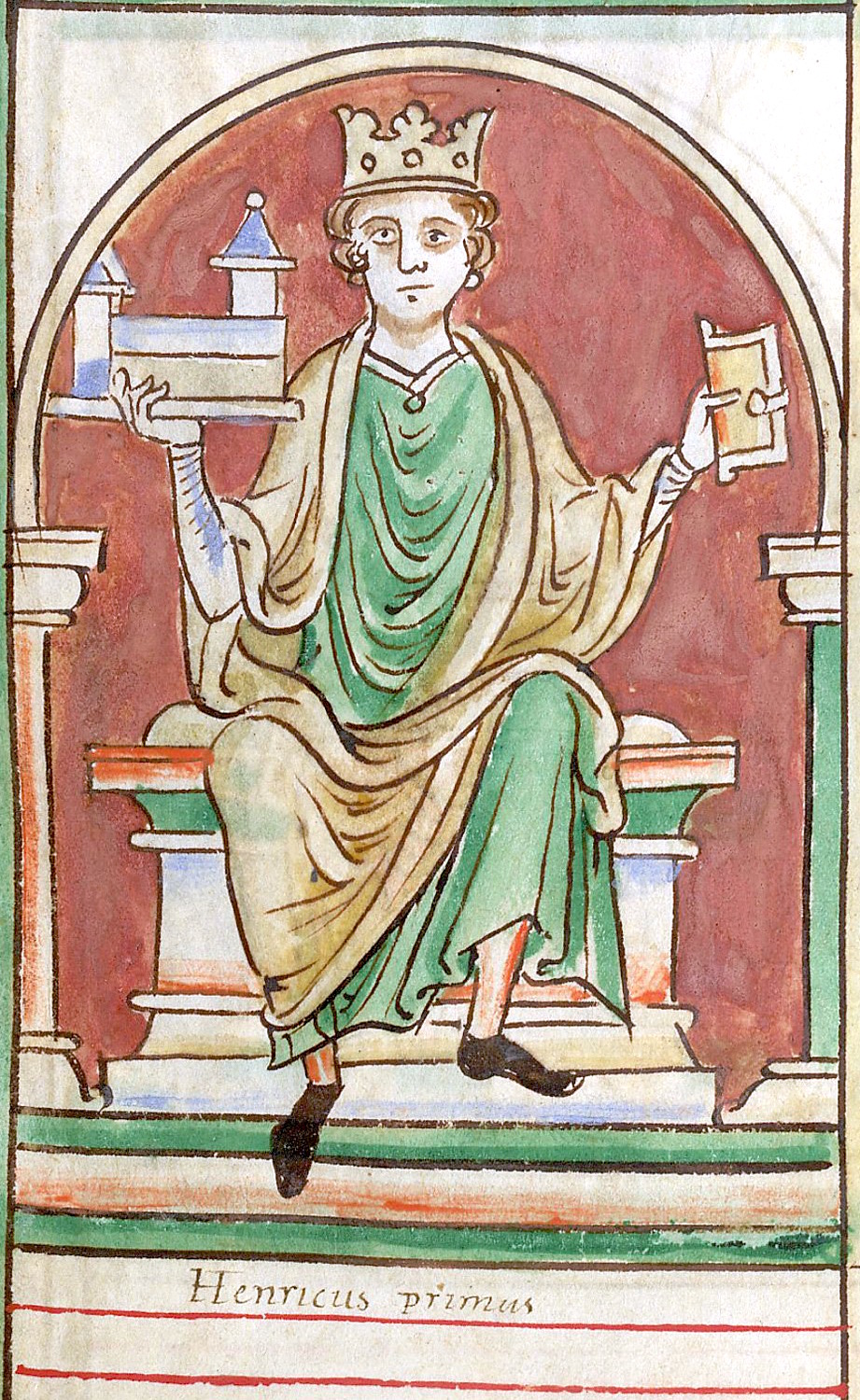
Enrico I Beauclerc fu forzato a concedere ai baroni lo Statuto delle libertà quando fu incoronato nel 1100

Il bisogno di Enrico di introiti finanziari che consolidassero la sua posizione portò a un incremento nella centralizzazione delle attività di governo. Come re, portò avanti riforme giuridiche e sociali, tra le quali l'emanazione dello Statuto delle libertà.
Il suo rapporto con la Chiesa inizialmente fu conflittuale, perché Enrico nominava i vescovi e, dopo che gli avevano reso omaggio, li investiva con la consegna dell'anello e del pastorale. L'arcivescovo di Canterbury, Anselmo, sostenuto dal papa Pasquale II, non accettava questo sistema di investiture, che avrebbero dovuto passare attraverso l'autorità ecclesiastica. La disputa si accese e Anselmo, che era appena rientrato dall'esilio dopo l'incoronazione di Enrico, dovette subire un secondo esilio. Enrico però cercò la riconciliazione e richiamò dall'esilio Anselmo, che nel frattempo aveva ricevuto dal papa l'autorizzazione a consacrare anche i vescovi che erano stati nominati dal re o dai nobili, giungendo così al concordato di agosto del 1107. Con questo concordato il re e i nobili abbandonarono la pratica dell'investitura vescovile, mentre Anselmo acconsentì a consacrare anche i vescovi che avevano reso omaggio alla corona o al loro signore feudale per i benefici ricevuti. In pratica, Enrico rinunciava alla cerimonia dell'investitura dei vescovi, ma manteneva l'ultima parola nella scelta dei medesimi, che gli prestavano l'omaggio e il giuramento e poi ricevevano l'investitura. Anselmo sopravvisse all'accordo altri due anni.
Dopo aver risolto i problemi di potere, Enrico I si adoperò per migliorare il sistema di governo e instaurare precise norme di legge dove prima regnava uno sregolato dispotismo. Anche Enrico, come il fratello Guglielmo, amava il denaro, ma preferì circondarsi di funzionari capaci e concilianti anziché ricorrere alla forza, sopprimendo la malversazione e il disordine, sviluppando il commercio e l'artigianato e infine amministrando, con equilibrio, la giustizia e, con rigore, la finanza, nominò una curia regis. Enrico nominò tesoriere Ruggero, vescovo di Salisbury, che seppe organizzare in modo efficiente la riscossione dei tributi, istituendo una commissione che si riuniva due volte l'anno ed era detta Scaccarium, scacchiere, a causa del drappo a scacchi che ricopriva il tavolo per facilitare il conteggio dei versamenti degli sceriffi; i nobili che la componevano erano detti «baroni dello scacchiere».

### La guerra strisciante con il regno di Francia e il secondo matrimonio

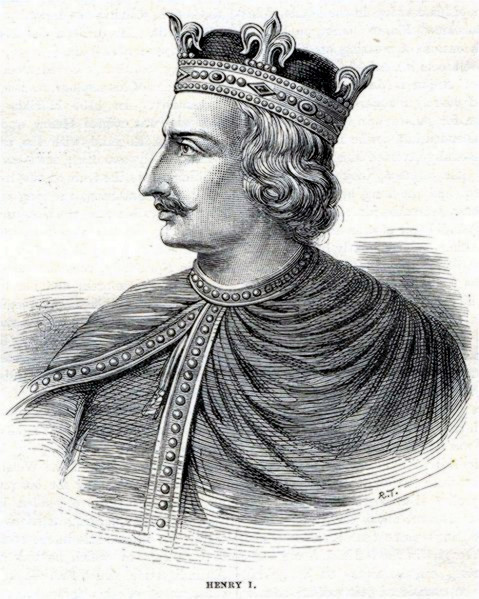
Enrico I in un ritratto immaginario dalla Cassell's History of England

In Normandia serpeggiava un certo malcontento, dovuto sia alla presenza di un pretendente, Guglielmo Cliton, figlio del duca Roberto II, sia per gli intrighi fomentati, dopo il 1108, dal nuovo re di Francia, Luigi VI il Grosso. Nel 1109 Enrico, sicuro padrone della Normandia, incominciò le ostilità con Luigi VI e, nel 1111, riuscì a mettere insieme una formidabile coalizione contro il re di Francia che comprendeva, tra gli altri, Tebaldo IV di Blois, suo zio, Ugo I di Champagne, conte di Troyes, e Ugo di Le Puiset. La ribellione si concluse nel 1113 con il trattato che riconosceva a Enrico I la sovranità anche sulla Bretagna e sul Maine. La guerra riprese nel 1116, con continue scaramucce nel Vexin. Nel 1119 Luigi VI, dopo aver occupato la piazzaforte di Les Andelys, attaccò Enrico nella vicina piana di Brémule, nei pressi di Gaillardbois-Cressenville, ma fu sconfitto e umiliato. Luigi VI il Grosso nella battaglia di Brémule abbandonò il suo cavallo e le sue insegne al nemico e dovette riparare nella piazzaforte di Les Andelys, dopo aver girovagato nella foresta di Musegros.
Allora Luigi pensò di negoziare la pace e si appellò al papa Callisto II perché facesse da arbitro nel concilio di Reims del 20 e 21 ottobre 1119. Luigi VI prese la parola: il monaco normanno, Orderico Vitale, che pare fosse presente, ci ha tramandato il discorso che il «massiccio, pallido, corpulento eloquente» Luigi VI di Francia fece nell'occasione: accusò Enrico I, benché da sempre suo alleato, di fargli la guerra, del trattamento che Enrico riservava a suo fratello Roberto il Corto, suddito di Luigi, rinchiuso in una prigione da quasi quindici anni e del fatto che, nel 1112, aveva fatto proditoriamente arrestare il suo ambasciatore, il normanno Roberto II di Bellême, e non l'aveva più rilasciato. Inoltre portò al concilio il figlio di Roberto il Corto, Guglielmo Cliton, diciassettenne, che dallo zio Enrico I era stato spogliato di tutti i suoi beni (cosa a suo tempo approvata dal re di Francia) e costretto a vivere in esilio. Enrico rispose, ma soprattutto colmò di doni il papa, dicendosi pronto a una trattativa di pace, che si concluse nel 1120 con la restituzione delle rispettive conquiste e l'omaggio al re di Francia da parte di Guglielmo Adelin, figlio di Enrico I ed erede al trono d'Inghilterra; infine il castello di Gisors rimase a Enrico I.
Enrico, che nel 1118 era rimasto vedovo (il 1º maggio secondo il Florentii Wigornensis Monachi Chronicon), nel 1120 perse l'unico figlio legittimo maschio e unico erede legittimo al trono, Guglielmo Adelin, mentre attraversava la Manica assieme al padre, alla corte e a un gran numero di nobili, per fare ritorno in Inghilterra. La sciagura lo colpì il 25 novembre 1120, al largo della costa normanna del Cotentin, nel naufragio notturno causato dell'urto contro uno scoglio affiorante della Nave Bianca, come racconta Guglielmo di Malmesbury. Sull'imbarcazione vi erano circa trecento persone, tra le quali un centinaio di nobili importanti. Tra le vittime, oltre a Guglielmo, vi furono anche due figli illegittimi di Enrico, Riccardo e Matilda, e una nipote, Lucia-Mahaut di Blois, figlia di sua sorella Adele. Il dolore del re fu grande (nel momento che ricevette la notizia svenne) e la successione venne messa a rischio, perché l'unica figlia legittima, Matilda, moglie dell'imperatore del Sacro Romano Impero, Enrico V, non poteva essere sua erede. La morte di Guglielmo, sempre secondo Guglielmo di Malmesbury, riaprì il contenzioso tra Folco il Giovane ed Enrico I circa la dote di Matilde (Alice), cioè la contea del Maine.
Il 29 gennaio 1121, per cercare di avere un altro erede (da tale unione però non nacquero figli, come ci testimonia Guglielmo di Jumièges), secondo il Florentii Wigornensis Monachi Chronicon, Enrico sposò Adeliza di Lovanio che, sempre secondo il Florentii Wigornensis Monachi Chronicon, era figlia del duca della Bassa Lorena Goffredo VI o Goffredo I di Lovanio ( † 25 gennaio 1139), che era anche langravio del Brabante, conte di Bruxelles e di Lovanio e margravio di Anversa; la paternità di Adeliza viene confermata anche da Orderico Vitale, dalla Genealogia Ducum Brabantiæ Heredum Franciæ e dal Balduini Ninovensis Chronicon. La madre di Adeliza era la prima moglie di Goffredo, Ida di Namur o di Chiny ( † prima del 1125), come viene ricordato dal Rodulfi, Gesta Abbatem Trudonensium e dalla Chronica Albrici Monachi Trium Fontium, figlia di Ottone, Conte di Chiny e di Alice di Namur, discendente dei conti di Namur.
I rapporti tra Angiò e Normandia, per via del Maine, erano divenuti nuovamente tesi e Folco il Giovane si era alleato al re Luigi VI di Francia contro Enrico I Beauclerc, anche quando, nel 1124, Enrico I Beauclerc si era alleato con il proprio genero, l'imperatore germanico Enrico V (Enrico V aveva sposato Matilde, l'unica figlia legittima di Enrico I, il 7 gennaio 1114, a Magonza), che invase la contea di Champagne, arrivando sino a Reims, dove si fermò, perché lo attendeva un imponente esercito, che lo costrinse a rientrare in Germania. La maggior parte dei feudatari francesi si era allineata con il proprio re, Luigi VI il Grosso, anche coloro che dieci anni prima si erano alleati con il re d'Inghilterra Enrico I Beauclerc.
Sugerio di Saint-Denis, nel suo libro Vie de Louis VI le Gros, sostiene che Luigi VI beneficiò dell'aiuto di « [...] una tale quantità di cavalieri e di gente che si sarebbero dette cavallette che nascondevano agli occhi la superficie della terra» e, facendo l'elenco dei nobili presenti, tra gli altri annovera il duca Ugo II di Borgogna, il conte Guglielmo II di Nevers, il conte Rodolfo di Vermandois, il conte Tebaldo IV di Blois, il conte Ugo I di Champagne, il conte Carlo I delle Fiandre detto il Buono, il duca Guglielmo IX d'Aquitania, il conte Folco V d'Angiò e il duca Conan III di Bretagna.

### Morte ed eredità
Nel 1125 la figlia Matilda rimase vedova ed Enrico, essendo ancora privo di eredi maschi, chiese alla figlia di rientrare in Inghilterra; dopodiché la nominò sua erede e prese la decisione senza precedenti di far giurare ai suoi baroni che avrebbero accettato la figlia come regina. Nel 1127 convocò un grande concilio con tutti i nobili laici ed ecclesiastici più importanti, tra i quali il cognato, Davide I di Scozia, suo nipote Stefano di Blois (Matteo di Parigi afferma che Stefano fu il primo a giurare) e il suo primogenito (illegittimo) Roberto di Gloucester; a tutti fece giurare che avrebbero accettato Matilda come regina. La maggior parte accondiscese, ma non gradì la soluzione e l'avrebbe gradita ancor meno se avesse saputo che Enrico stava trattando il matrimonio della figlia con il figlio del nemico storico dei normanni, il conte d'Angiò.
Nel giugno del 1128, a Le Mans, fu celebrato il matrimonio tra Matilde e il figlio del conte Folco V, Goffredo il Bello o Plantageneto, di dieci anni più giovane. Tale matrimonio fece sì che la maggior parte dei baroni non riconoscesse il proprio giuramento dell'anno prima.
Enrico allora lo fece ripetere nel 1131; il cronista, priore dell'abbazia di Bec e sedicesimo abate di Mont-Saint-Michel, Robert di Torigny scrive che, nell'estate del 1131, Enrico condusse con sé la propria figlia Matilde in Inghilterra e, radunati tutti i maggiorenti del regno (e del ducato di Normandia), fu deliberato che avrebbero accettato come erede sua figlia e suo marito, il nuovo conte d'Angiò, Goffredo V il Bello.

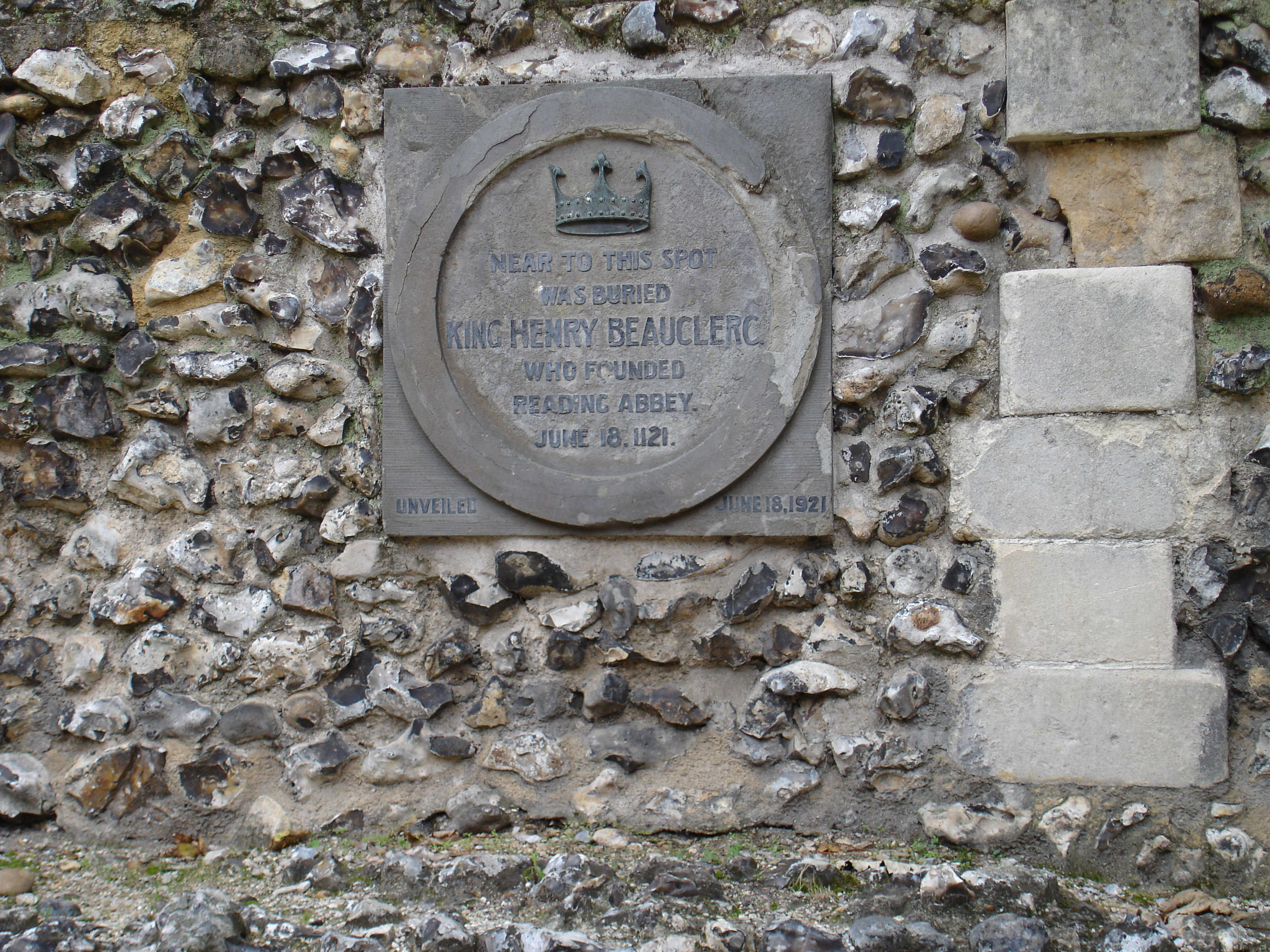
Lapide indicante il luogo di sepoltura di Enrico I Beauclerc, nell'abbazia di Reading

Nel 1133 nacque finalmente il tanto desiderato erede, chiamato Enrico, come il nonno. In quello stesso anno Enrico visitò la Normandia per vedere il suo giovane nipote. Fu molto deliziato del nipote, ma ben presto incominciò a discutere con la figlia e il genero, divenuto conte d'Angiò, perché suo padre aveva abdicato e si era recato in Terra santa per sposare l'erede al trono di Gerusalemme, Melisenda.
Suo fratello Roberto morì nel 1134 ancora rinchiuso nel castello di Cardiff. Sia il Florentii Wigornensis Monachi Chronicon, Continuatio sia il The Chronicles of Florence of Worcester with two continuations, e anche Robert di Torigny ci confermano che Roberto, fratello del re Enrico I e titolare del ducato di Normandia, che era in prigionia da molti anni, morì a Cardiff, nel 1134, fu traslato a Gloucester e fu sepolto nel pavimento della chiesa di tale città. Il ducato di Normandia restò nelle mani di Enrico I, che divenne anche duca titolare, in quanto tutti i figli di Roberto, legittimi e illegittimi, erano premorti al padre.
Alcune ribellioni, forse ispirate da Goffredo, avevano spinto Enrico I a trattenersi in Normandia. Dopo aver conquistato il castello di Alençon, nel 1135, Enrico, durante una battuta di caccia nel Vexin, si ammalò all'improvviso e morì; secondo il The Historical Works of Gervase of Canterbury, Vol. I, per avvelenamento da cibo dopo aver mangiato con avidità una lampreda avariata, a Saint-Denis-le-Fermont, in Normandia, e, per sua espressa volontà, venne seppellito nell'abbazia di Reading, che lui stesso aveva fondato 14 anni prima; Robert di Torigny ci conferma che la morte fu causata dall'aver mangiato lamprede, di cui era ghiotto, ma che gli nuocevano e che il dottore gli aveva consigliato di non mangiarle. Enrico morì il 2 dicembre, sia secondo il Florentii Wigornensis Monachi Chronicon, sia gli Obituaires de Sens Tome I, mentre secondo la Chronicæ sancti Albini Andegavensis morì il 1º dicembre.
Anche se i baroni di Enrico avevano giurato fedeltà a sua figlia come loro regina, il suo sesso e l'essersi risposata con un appartenente al casato di Angiò, nemico dei Normanni, permise al nipote di Enrico, Stefano di Blois di recarsi in Inghilterra e di reclamare il trono con l'appoggio del popolo. Stefano fu incoronato il 20 dicembre. La lotta tra l'imperatrice Matilda e Stefano risultò in una lunga guerra civile nota come "l'anarchia". La disputa venne infine risolta da Stefano, che nominò come suo erede il figlio di Matilda, Enrico, nel 1153.

## Discendenza
Enrico ebbe due (o tre) figli da Edith-Matilde:
- Eufemia (luglio/agosto 1101- morta di pochi mesi); benché non si sia trovata nessuna fonte primaria, la scrittrice di libri e romanzi storici Allison Weir lo scrive nel suo libro Britain's Royal Families: The Complete Genealogy a pag. 47[16];
- Matilde[37] (febbraio 1102-10 settembre 1167), prima imperatrice del Sacro Romano Impero e poi signora degli Inglesi;
- Guglielmo Adelin[37] (5 agosto 1103-25 novembre 1120), erede al trono del regno d'Inghilterra.

Secondo lo storico inglese del XII secolo William of Newburgh, la seconda moglie Adeliza non diede alcuna discendenza a Enrico I Beauclerc.

### Amanti e figli illegittimi
Enrico ebbe molte amanti e identificare quale di queste fosse la madre di quale figlio è difficile. La prima che gli diede un figlio fu:
- una donna di Caen, presumibilmente perché il figlio Roberto è detto Roberto di Caen, in quanto nacque a Caen e dopo o si sposò o ebbe un secondo amante perché nel documento n° CCXI del Regesta Regem Anglo-Normannorum, Vol. II, Appendix, inerente a uno scambio di proprietà, Enrico I cita il figlio, Roberto, conte di Gloucester e Nigel, figlio di Guglielmo e nipote di Roberto[85], per cui il citato Guglielmo doveva essere un fratello uterino oppure il marito di una sorella uterina di Roberto. A Enrico I diede un figlio:

1. Roberto (Rodberto filio suo notho)[86](1090 circa - † 1147), conte di Gloucester (comites Rodberto de Gloucestra)[86], che, secondo Guglielmo di Jumièges, era il primogenito di Enrico I[87].

- Sibilla Corbet d'Alcester (circa 1077- † dopo il 1157), figlia del Connestabile di Warwick, Roberto Corbet d'Alcester, fu amante di Enrico I, come conferma (due volte) l'appendice del Complete Peerage XI[88] (non consultata)[16] e che, sempre secondo Guglielmo di Jumièges, fu la seconda amante di Enrico I[87] ed era imparentata con Roger Montgomery e Roberto II di Bellême, che da Enrico I ebbero feudi sia in Inghilterra sia in Normandia[87]. Quando non era più l'amante di Enrico I, Sibilla, verso il 1120, si sposò con Herbert FitzHerbert, come conferma un documento del 1165 circa[16]. Sibilla a Enrico I diede sei figli:

1. Guglielmo[87] (1091 circa- † dopo il 1130 circa), che si recò in Scozia presso la sorella, Sibilla, che era regina di Scozia, come ci conferma il documento n° XXXVI, datato 1120, delle Early Scottish Charters, che Guglielmo controfirmò come fratello della regina (Willelmus frater reginae)[89]; forse fu connestabile di Scozia nel 1122[16]. Nel 1124 Guglielmo si trovava ancora alla corte scozzese, dove controfirmò il documento n° XLIX (Willelmus frater reginae)[90]. La morte di Guglielmo avvenne dopo il 1129/1133, anno in cui, secondo l'appendice del Complete Peerage XI[88], Guglielmo controfirmò un documento (non consultata)[16];
2. Sibilla (circa 1092-1122), sposò re Alessandro I di Scozia, divenendo regina consorte di Scozia[89].
3. Rinaldo o Reginaldo[87](circa 1110-1175), 1º Conte di Cornovaglia[87];
4. Guglielmo (circa 1105- circa 1187), che da alcuni documenti risulta fratello di Rinaldo[16];
5. Gondrada, che da un documento risulta sorella di Rinaldo[16];
6. Rosa (1114-1176), come risulta dall'appendice del Complete Peerage XI[88] (non consultata)[16], che sposò il conte Enrico de la Pomerai;

- Edith, di cui non si conoscono gli ascendenti; un documento del Magnum rotulum scaccarii vel magnum rotulum pipæ de anno 31 regni Henrici primi a pag. 155 conferma che era la madre di Matilde (Edith matris comitisse de Ptico)[16], che a Enrico I diede una figlia:

1. Matilde[91] (1090 circa - † 1120), sposò nel 1103 il Conte Rotrou III[91]. Perì nel naufragio della Nave Bianca[91].

- Ansfrida (circa 1070 - † dopo il 1109, tumulata a Abingdon[92]), divenuta amante di Enrico, dopo che era rimasta vedova di Anskill di Seacourt[93] durante il regno di Guglielmo II il Rosso[94] (al quale aveva dato almeno un figlio di nome Guglielmo[95]), che a Enrico I diede tre figli

1. Riccardo[94] (1094-1120), perì nel naufragio della Nave Bianca[91];
2. Giuliana[96] (circa 1090- † dopo il 1136), sposò nel 1103 Eustachio di Pacy[96] (che Giuliana fosse figlia di Enrico I e avesse sposato Eustachio di Pacy, lo conferma anche Guglielmo di Jumièges[87]), che, insieme con Giuliana si ribellò a Enrico I[97]; Giuliana, dopo aver dato due figli a Eustachio[87], si fece suora nell'Abbazia di Fontevrault[97], presumibilmente dopo la morte del marito, nel 1036;
3. Folco FitzRoy[92] (circa 1092- ?), fu monaco di Abingdon[92].

- Edith, che secondo l'appendice del Complete Peerage XI[88] era figlia di Forn Sigurdson Lord di Greystoke, nel Cumberland (non consultata)[16] e che secondo il Dugdale Monasticon VI, era la moglie di Roberto de Oilly, Connestabile del castello di Oxford (non consultata)[16]. Edith a Enrico I diede un figlio:

1. Roberto FitzRoy[87] (1093-1172), signore d'Okehampton, sposò, nel 1142, Maud d'Avranches e, nella guerra civile, si schierò dalla parte di sua sorellastra, l'Imperatrice Matilde;

- Nest del Galles del Sud (1085 circa - † prima del 1136), principessa gallese di Nest e di Deheubarth, figlia di Rhys ap Tewdwr della Casa di Dinefwre e di Gwaldys, figlia di Rhiwallon ap Cynfyn signore del Powys, che secondo l'appendice del Complete Peerage XI[88] era la moglie di Geraldo FitzWalter di Windsor custode del Castello di Pembroke (non consultata)[16]. Nest a Enrico I diede un figlio:

1. Enrico FitzRoy (1103 - † 1157), come risulta dall'appendice del Complete Peerage XI[88] (non consultata)[16] e che, sempre secondo l'appendice del Complete Peerage XI[88] morì durante l'invasione d'Anglesey da parte di Enrico II (non consultata)[16];

- Isabella di Beaumont (circa 1102 - † circa 1172), figlia di Roberto di Beaumont, 1º Conte di Leicester e di Isabella di Vermandois, ed era sorella di Roberto di Beaumont, II conte di Leicester[87], e ancora secondo Guglielmo di Jumièges, aveva sposato Gilberto FitzGilbert di Clare, conte di Pembroke[98]. Isabella a Enrico I diede una figlia:

1. Isabella FitzRoy[87] (circa 1120 - ?), visse sempre con la madre, e, secondo Guglielmo di Jumièges, non si sposò mai[87] come ci conferma anche l'Extrait de la Chronique de Normandie[99]. Secondo l'appendice del Complete Peerage X[88] assieme alla madre sottoscrisse due documenti del fratellastro, Richard FitzGilbert de Clare, conte di Pembroke (non consultata)[16];

- Da altre sette amanti, di cui non si conoscono né i nomi né gli ascendenti ebbe i seguenti sette figli:

1. Guglielmo di Tracy[87] (- † poco dopo il dicembre 1135), infatti come conferma anche l'Extrait de la Chronique de Normandie, morì poco dopo Re Enrico I[99]. Forse il nome della madre era Gieva de Tracey[100];
2. Mathilde FitzRoy[101] (dopo il 1120 - ?), che secondo il Chronicon Valassense fu badessa del monastero di Montivilliers, a cui la sua sorellastra, l'Imperatrice Matilde fece una donazione[101];
3. Gilberto FitzRoy[87] (? - † dopo il 1142), che, sempre Guglielmo di Jumièges, afferma che morì giovane, senza aver preso moglie[87];
4. Matilde FitzRoy[87] (? - † dopo il 1128), che, come ci conferma Orderico Vitale, sposò, verso il 1112, l'erede del Ducato di Bretagna, Conan il Grosso[102]
5. Costanza (o Matilde) FitzRoy[87] (? - † dopo il 1173), che secondo Robert di Torigny sposò il visconte del Maine, Roscelin de Beaumont[103];
6. Alice FitzRoy[87] (? - † prima del 1141), sposò Matteo I di Montmorency[87] (- † 1160), nel 1126, come conferma l'Histoire généalogique de la maison de Montmorency et de Laval[104], che fu connestabile di Francia dal 1138 al 1160 con Luigi VII il Giovane;
7. Amabile FitzRoy[87], sposò Guglielmo III Gouet[87].

## Ascendenza
|                           |                         |                       | Genitori                    |  |  | Nonni |  |  | Bisnonni                 |  |  | Trisnonni               |  |
|                           |                         |                       |                             |  |  |       |  |  | Riccardo II di Normandia |  |  | Riccardo I di Normandia |  |
|                           |                         |                       |                             |  |  |       |  |  | Riccardo II di Normandia |  |  | Riccardo I di Normandia |  |
|                           |                         | Gunnora di Normandia  |                             |  |  |       |  |  | Riccardo II di Normandia |  |  |                         |  |
| Roberto I di Normandia    |                         |                       |                             |  |  |       |  |  | Riccardo II di Normandia |  |  |                         |  |
|                           |                         | Giuditta di Bretagna  | Conan I di Bretagna         |  |  |       |  |  |                          |  |  |                         |  |
|                           |                         | Giuditta di Bretagna  | Conan I di Bretagna         |  |  |       |  |  |                          |  |  |                         |  |
|                           |                         | Giuditta di Bretagna  | Ermengarde-Gerberga d'Angiò |  |  |       |  |  |                          |  |  |                         |  |
| Guglielmo I d'Inghilterra |                         | Giuditta di Bretagna  |                             |  |  |       |  |  |                          |  |  |                         |  |
|                           |                         | Fulbert di Falaise    | …                           |  |  |       |  |  |                          |  |  |                         |  |
|                           |                         | Fulbert di Falaise    | …                           |  |  |       |  |  |                          |  |  |                         |  |
|                           |                         | Fulbert di Falaise    | …                           |  |  |       |  |  |                          |  |  |                         |  |
| Herleva                   |                         | Fulbert di Falaise    |                             |  |  |       |  |  |                          |  |  |                         |  |
|                           |                         | Duda                  | …                           |  |  |       |  |  |                          |  |  |                         |  |
|                           |                         | Duda                  | …                           |  |  |       |  |  |                          |  |  |                         |  |
|                           |                         | Duda                  | …                           |  |  |       |  |  |                          |  |  |                         |  |
| Enrico I d'Inghilterra    |                         | Duda                  |                             |  |  |       |  |  |                          |  |  |                         |  |
|                           | Baldovino IV di Fiandra | Arnolfo II di Fiandra |                             |  |  |       |  |  |                          |  |  |                         |  |
|                           | Baldovino IV di Fiandra | Arnolfo II di Fiandra |                             |  |  |       |  |  |                          |  |  |                         |  |
|                           | Baldovino IV di Fiandra | Rozala d'Ivrea        |                             |  |  |       |  |  |                          |  |  |                         |  |
| Baldovino V di Fiandra    | Baldovino IV di Fiandra |                       |                             |  |  |       |  |  |                          |  |  |                         |  |
|                           |                         | Ogiva di Lussemburgo  | Federico di Lussemburgo     |  |  |       |  |  |                          |  |  |                         |  |
|                           |                         | Ogiva di Lussemburgo  | Federico di Lussemburgo     |  |  |       |  |  |                          |  |  |                         |  |
|                           |                         | Ogiva di Lussemburgo  | Ermentrude (?)              |  |  |       |  |  |                          |  |  |                         |  |
| Matilde delle Fiandre     |                         | Ogiva di Lussemburgo  |                             |  |  |       |  |  |                          |  |  |                         |  |
|                           |                         | Roberto II di Francia | Ugo Capeto                  |  |  |       |  |  |                          |  |  |                         |  |
|                           |                         | Roberto II di Francia | Ugo Capeto                  |  |  |       |  |  |                          |  |  |                         |  |
|                           |                         | Roberto II di Francia | Adelaide d'Aquitania        |  |  |       |  |  |                          |  |  |                         |  |
| Adele di Francia          |                         | Roberto II di Francia |                             |  |  |       |  |  |                          |  |  |                         |  |
|                           |                         | Costanza d'Arles      | Guglielmo I di Provenza     |  |  |       |  |  |                          |  |  |                         |  |
|                           |                         | Costanza d'Arles      | Guglielmo I di Provenza     |  |  |       |  |  |                          |  |  |                         |  |
|                           |                         | Costanza d'Arles      | Adelaide d'Angiò            |  |  |       |  |  |                          |  |  |                         |  |
|                           |                         | Costanza d'Arles      |                             |  |  |       |  |  |                          |  |  |                         |  |

### Fonti primarie
- (FR)  Histoire généalogique de la maison de Montmorency et de Laval.
- (LA)  Chronique de Robert de Torigni, abbé du Mont-Saint-Michel, vol II.
- (LA)  The Historical Works of Gervase of Canterbury, Vol. I.
- (LA)  Historia Rerum in partibus transmarinis gestarum, liber XIV.
- (LA)  Rerum Gallicarum et Francicarum Scriptores, tomus XII.
- (LA)  Recueil d'actes inédits des ducs et princes de Bretagne (XIe, XIIe, XIIIe siècles) di Arthur Le Moyne de La Borderie.
- (LA)  Chronicon Valassense.
- (FR)  Recueil des historiens des Gaules et de la France, Tome 13.
- (LA)  Early Scottish Charters.
- (LA)  Chronicon Monasterii de Abingdon, Vol. II.
- (LA)  Regesta Regem Anglo-Normannorum, Vol. II.
- (LA)  Chroniques des Eglises d'Anjou.
- (LA)  Florentii Wigorniensis monachi Chronicon, Tomus II.
- (EN)  The Chronicles of Florence of Worcester with two continuations.
- (LA)  Chronique de Robert de Torigni, abbé du Mont-Saint-Michel, vol I.
- (LA)  Monumenta Germaniae Historica, Scriptores, tomus IX.
- (LA)  Monumenta Germaniae Historica, Scriptores, tomus XIII.
- (LA)  Monumenta Germanica Historica, tomus XXIII.
- (LA)  Monumenta Germaniae Historica, Scriptores, tomus XXV.
- (LA)  Ordericus Vitalis, Historia Ecclesiastica, vol. II.
- (LA)  Ordericus Vitalis, Historia Ecclesiastica, vol. III, liber VI - IX.
- (LA)  Ordericus Vitalis, Historia Ecclesiastica, vol. II, liber III - V.
- (LA)  Ordericus Vitalis, Historia Ecclesiastica, vol. IV, liber X - XIII.
- (LA)  Ordericus Vitalis, Historia Ecclesiastica, vol. unicum.
- (EN)  The ecclesiastical history of England and Normandy, vol. II.
- (EN)  The ecclesiastical history of England and Normandy, vol. IV.
- (LA)  Matthæi Parisiensis, monachi Sancti Albani, Chronica majora, vol I.
- (LA)  William of Newburgh: Book One[collegamento interrotto].
- (LA)  Obituaires de Sens Tome II.
- (LA)  Obituaires de Sens Tome I.
- (LA)  Sugerius Sancti Dionysii Abbas, Vita Ludovici regis VI. Qui Grossus dictus.
- (LA)  Guglielmo di Malmesbury, Gesta Regum Anglorum.
- (EN)  Chronicle of the Kings of England: From the Earliest Period to the Reign, of king William's children.
- (LA)  Historiæ Normannorum Scriptores Antiqui.

### Letteratura storiografica
- Z.N. Brooke, Gregorio VII e la prima disputa tra impero e papato, cap. XII, vol. IV La riforma della chiesa e la lotta fra papi e imperatori della Storia del Mondo Medievale, 1999, pp. 353–421.
- Z.N. Brooke, La Germania sotto Enrico IV e Enrico V, cap. XIII, vol. IV La riforma della chiesa e la lotta fra papi e imperatori della Storia del Mondo Medievale, 1999, pp. 422–482.
- Louis Alphen, La Francia: Luigi VI e Luigi VII (1108-1180), cap. XVII, vol. V (Il trionfo del papato e lo sviluppo comunale) della Storia del mondo medievale, 1999, pp. 705–739
- William John Corbett, L'evoluzione del ducato di Normandia e la conquista normanna dell'Inghilterra, cap. I, vol. VI (Declino dell'impero e del papato e sviluppo degli stati nazionali) della Storia del Mondo Medievale, 1999, pp. 5–55.
- William John Corbett, Inghilterra, 1087-1154, cap. II, vol. VI (Declino dell'impero e del papato e sviluppo degli stati nazionali) della Storia del Mondo Medievale, 1999, pp. 56–98.
- C.H. Mc Ilwain, "Le classi sociali nel medioevo", cap. XXIII, vol. VI (Declino dell'impero e del papato e sviluppo degli stati nazionali) della Storia del Mondo Medievale, 1999, pp. 884–938.